# Astrid von Belgien

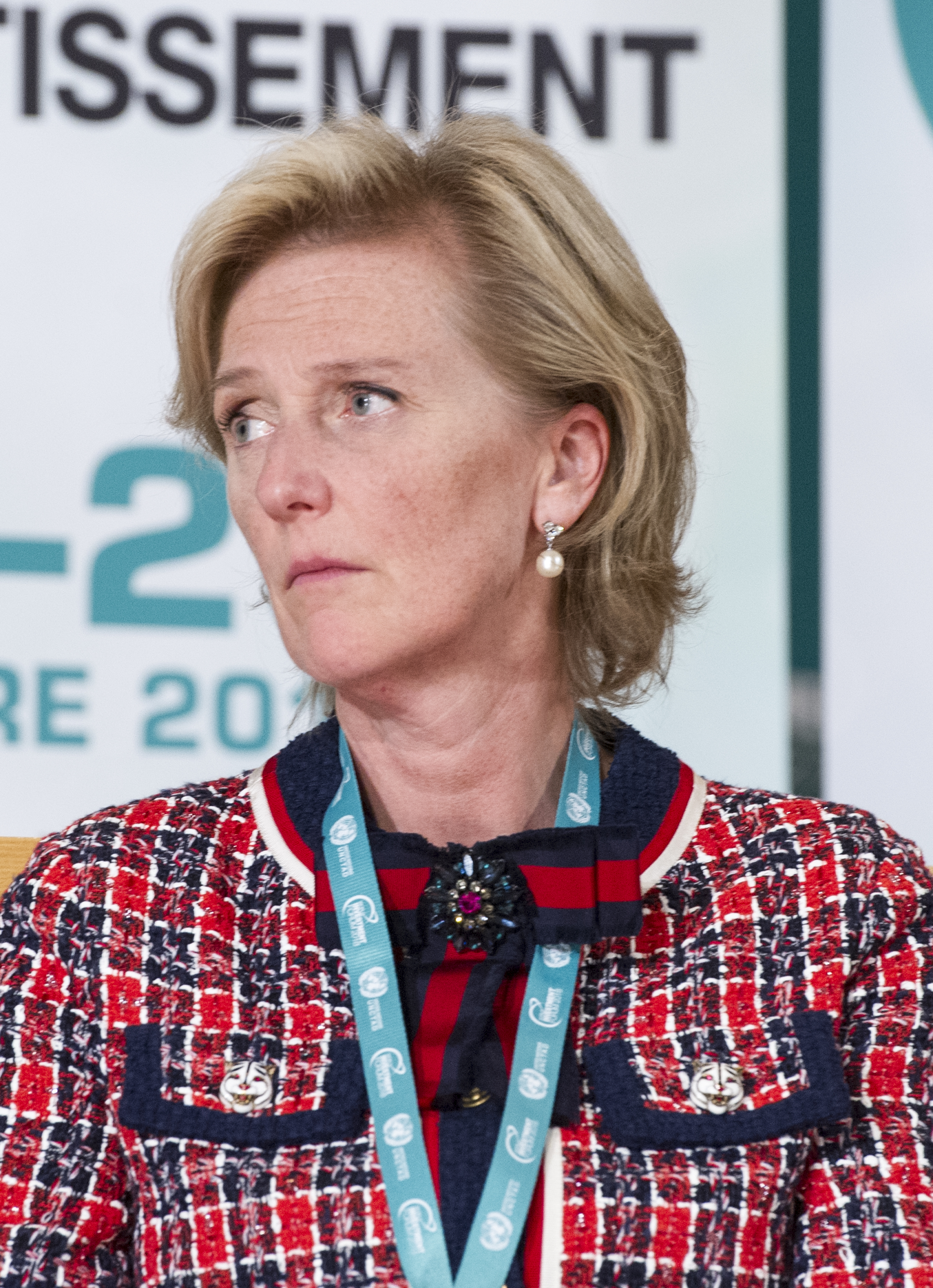
Astrid von Belgien (2018)

Prinzessin Astrid Joséphine-Charlotte Fabrizia Elisabeth Paola Maria von Belgien (* 5. Juni 1962 in Brüssel, Belgien) ist die Tochter des belgischen Königs Albert II. und dessen Frau Paola Ruffo di Calabria sowie die Schwester des amtierenden Königs Philippe. Derzeit nimmt sie den fünften Platz in der belgischen Thronfolge ein.

## Leben

### Kindheit und Ausbildung
Astrid wurde am 5. Juni 1962 in Brüssel als zweites Kind des damaligen Prinzen Albert und seiner Frau Paola geboren. Mit vollem Namen heißt sie Astrid Joséphine-Charlotte Fabrizia Elisabeth Paola Maria. Die Patenschaften übernahmen Fabrizio Ruffo di Calabria sowie ihre Tante Großherzogin Joséphine-Charlotte von Luxemburg.

Astrid besuchte ein Gymnasium in Brüssel. Anschließend studierte sie ein Jahr Kunstgeschichte an der Universität Leiden. Ihre Ausbildung ergänzte sie am Institut d’Études Européennes in Genf sowie in Michigan (USA). 

### Ehe und Kinder
Prinzessin Astrid heiratete am 22. September 1984 Lorenz Habsburg-Lothringen, Erzherzog von Österreich-Este. Das Prinzenpaar hat fünf Kinder:
- Prinz Amedeo Maria Joseph Carl Pierre Philippe Paola Marcus d'Aviano von Belgien, Erzherzog von Österreich-Este, Königlicher Prinz von Ungarn und Böhmen (* 21. Februar 1986 in Brüssel). Der Prinz wurde katholisch getauft. Seine Paten sind sein Onkel König Philippe und seine Großmutter Paola. Amedeo besuchte die Jesuitenschule Sint-Jan Berchmanscollege in Brüssel und das englische Internat Sevenoaks School. Nach dem Schulabschluss 2004 wurde er an der königlichen Militärschule zum Offizier ausgebildet. Von 2005 bis 2008 studierte er Wirtschafts- und Politikwissenschaften an der London School of Economics. Momentan lebt und arbeitet er in New York. Er ist mit der italienischen Adeligen Elisabetta Maria Rosboch von Wolkenstein verheiratet. Die Hochzeit fand am 5. Juli 2014 in Rom in der Basilika Santa Maria in Trastevere statt.[1] Das Paar bekam am 17. Mai 2016 sein erstes Kind, die Tochter Anna-Astrid.[2] Am 6. September 2019 wurde Maximilian geboren.[3][4] Alix, das dritte Kind des Paares, kam am 2. September 2023 zur Welt.[5]
- Prinzessin Maria Laura Zita Beatrix Gerhard von Belgien, Erzherzogin von Österreich-Este, Königliche Prinzessin von Ungarn und Böhmen (* 26. August 1988 in Brüssel). Ihre Paten sind Erzherzog Gerhard von Österreich-Este und Erzherzogin Maria Beatrix von Österreich-Este, beide sind Geschwister ihres Vaters. Die Prinzessin besuchte das Sint-Jan Berchmanscollege in Brüssel und die St. John International School in Waterloo. Sie studierte Sinologie an der SOAS in London und verbrachte ein Auslandsjahr in der Volksrepublik China. 2008 schrieb sie sich am Institut national des langues et civilisations orientales ein. Sie ist mit William Isvy verheiratet. Die Hochzeit fand am 10. September 2022 in Brüssel in der Kathedrale St. Michael und St. Gudula statt.[6] Am 26. Januar 2025 kam das erste Kind des Paares, ein Sohn mit dem Namen Albert, zur Welt.[7]
- Prinz Joachim Carl Maria Nikolaus Isabelle Marcus d'Aviano von Belgien, Erzherzog von Österreich-Este, Königlicher Prinz von Ungarn und Böhmen (* 9. Dezember 1991 in Brüssel). Die Paten von Joachim sind Nikolaus von Liechtenstein und Erzherzogin Isabelle von Österreich-Este. Er besuchte das Sint-Jan Berchmanscollege, die niederländischsprachige Schule Wemelweide und das englische Internat Malvern College.
- Prinzessin Luisa Maria Anna Martine Pilar von Belgien, Erzherzogin von Österreich-Este, Königliche Prinzessin von Ungarn und Böhmen (* 11. Oktober 1995 in Brüssel). Ihre Taufpaten sind Erzherzog Martin von Österreich-Este und Pilar Escriva de Romani, die Nichte ihrer Großtante Königin Fabiola von Belgien. Auch sie besuchte das Sint-Jan Berchmanscollege und wechselte 2009 auf die Sevenoaks School in Kent.
- Prinzessin Laetitia Maria Nora Anna Joachim Zita von Belgien, Erzherzogin von Österreich-Este, Königliche Prinzessin von Ungarn und Böhmen (* 23. April 2003 in Brüssel). Laetitia Maria wurde wie ihre Geschwister katholisch getauft. Ihre Paten sind ihr Bruder Joachim und Prinzessin Nora Elisabeth von Liechtenstein. Seit 2006 besucht auch sie das Sint-Jan Berchmanscollege.

Von 1984 bis 1993 lebte die Prinzessin mit ihrer Familie in Basel, da ihr Mann dort arbeitete.

## Offizielle Aufgaben

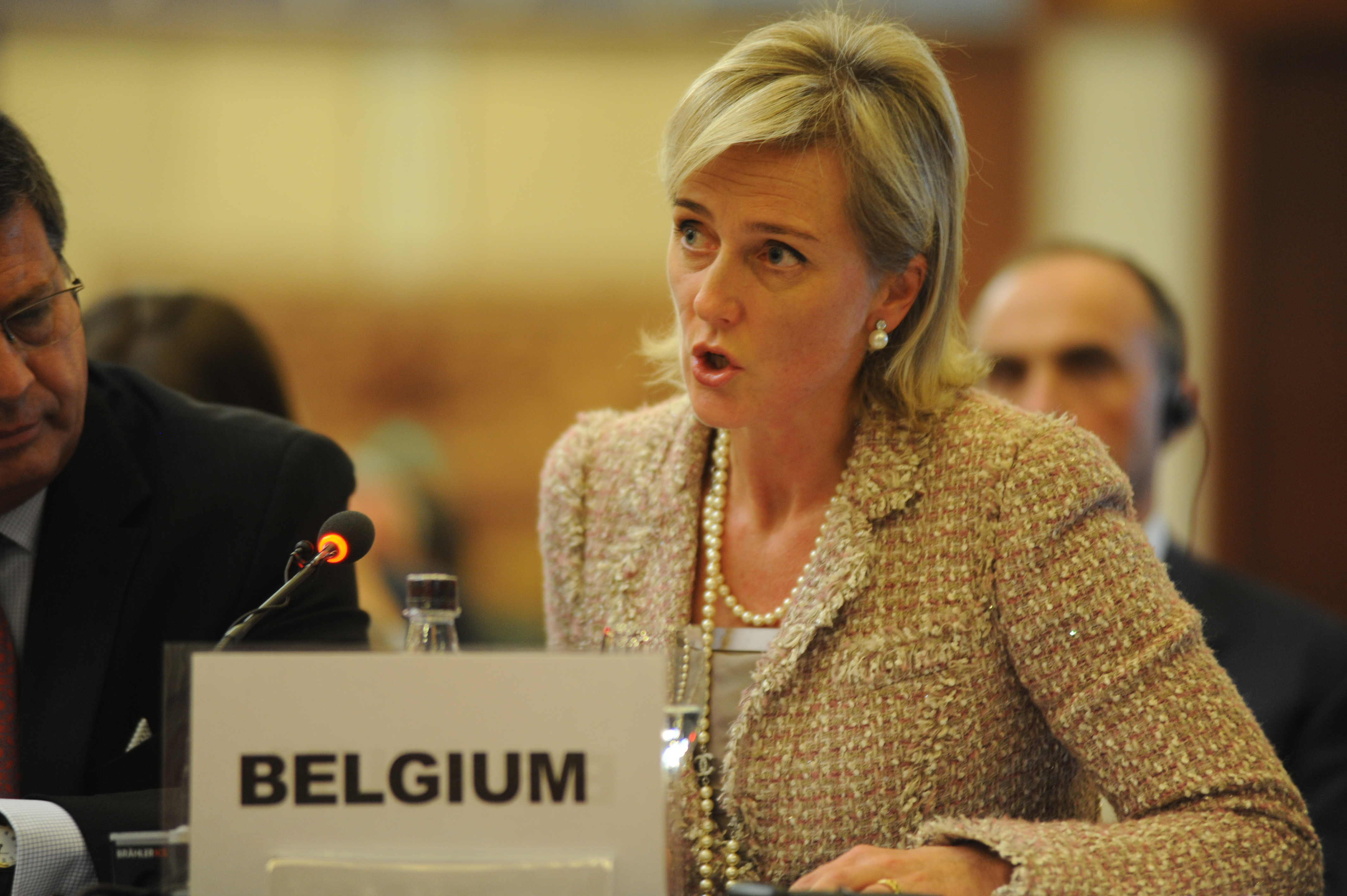
Astrid von Belgien 2010

Seit 1997 ist Prinzessin Astrid Mitglied der Streitkräfte und bekleidet den Rang eines Obersts im Medizinischen Corps. Darüber hinaus ist sie seit 1994 Präsidentin des Belgischen Roten Kreuzes sowie Ehrenvorsitzende der Fondation Médicale Reine Elisabeth und der Europäischen Organisation für die Erforschung und Behandlung von Krebserkrankungen.
Die Prinzessin unternimmt auch Staatsbesuche, teilweise in Begleitung ihres Mannes. Im Jahr 2008 besuchte sie Sambia, um ein Hilfsprojekt gegen Malaria namens Roll Back Malaria zu unterstützen.

## Sonstiges
Am 8. Juni 2023 wurde Astrid von Belgien zusammen mit ihrem Ehemann Lorenz Habsburg-Lothringen in der Kapitelkirche Notre-Dame des Victoires in Brüssel durch Kardinal-Großmeister Fernando Filoni zum Großkreuz-Ritter des Ritterordens vom Heiligen Grab zu Jerusalem ernannt und in den Päpstlichen Laienorden investiert.